# Episodi di Fat Actress
Di seguito la lista degli episodi dell'unica stagione di Fat Actress
| nº | Titolo originale   | Titolo italiano | Prima TV USA   | Prima TV Italia |
| -- | ------------------ | --------------- | -------------- | --------------- |
| 1  | Big Butts          |                 | 7 marzo 2005   |                 |
| 2  | Charlie's Angels   |                 | 14 marzo 2005  |                 |
| 3  | Holy Lesbo, Batman |                 | 21 marzo 2005  |                 |
| 4  | The Koi Effect     |                 | 28 marzo 2005  |                 |
| 5  | Crack for Good     |                 | 4 aprile 2005  |                 |
| 6  | Cry Baby McGuire   |                 | 11 aprile 2005 |                 |
| 7  | Hold This          |                 | 18 aprile 2005 |                 |